# Petru Comendant
Petru Comendant (în rusă Пётр Васильевич Комендант; n. 18 iunie 1932, municipiul Chișinău, Republica Moldova) este un diplomat și politician al Republicii Moldova, care a îndeplinit funcția de ministru al Afacerilor Externe al Republicii Socialiste Sovietice Moldovenești (1981-1990).

## Cariera profesională
Petru Comendant s-a născut la data de 18 iunie 1932, în municipiul Chișinău, într-o familie de țărani. A absolvit cursurile Institutului Agricol din Chișinău în 1955, după care a lucrat ca inginer agronom în raionul Orhei. În decursul carierei sale, a deținut diverse funcții de partid și de stat.
În perioada 1972-1975 el a îndeplinit funcția de viceministru al Agriculturii al RSSM. În anul 1975 a intrat în serviciul diplomatic al Uniunii Sovietice pe postul de consilier clasa I-a, fiind trimis în misiune în Republica Franceză în funcția de consilier pe probleme de agricultură al Ambasadei URSS. În această perioadă, el a fost inițiatorul proiectului de a construi la Chișinău, în baza materiei prime locale (uleiurile eterice) și a tehnologiei franceze, o întreprindere modernă de parfumerie (Fabrica "Viorica").
În anii '80, ca urmare a restructurării activității diplomatice a URSS și intensificării relațiilor cu țările străine, s-au acordat împuterniciri mai largi ministerelor de externe din republicile unionale. Dacă până atunci, președintele Sovietului de Miniștri al RSSM cumula tradițional și funcția de ministru al afacerilor externe, a apărut necesitatea instituirii unei funcții separate de ministru de externe. Astfel, la data de 29 decembrie 1981, prin Decretul Prezidiului Sovietului Suprem al RSS Moldovenești, a fost numit ca ministru al afacerilor externe al RSSM diplomatul Petru Comendant.

## Ministru de externe al RSSM
În calitate de ministru, Petru Comendant s-a ocupat de selectarea și formarea aparatului central al ministerului, care trebuia să exercite funcții specifice serviciului diplomatic - menținerea legăturilor cu reprezentanțele diplomatice ale statelor străine din URSS. În domeniul relațiilor cu celelalte state care nu făceau parte din URSS, politica externă continua să fie prerogativa URSS, singura care putea menține reprezentanțe diplomatice în afara spațiului sovietic. Ministerele regionale aveau misiunea de a sprijini din punct de vedere instituțional politică externă sovietică, ocupându-se de menținerea de relații bilaterale de ordin economic, comercial, tehnic și științific .
Petru Comendant a fost participat la lucrările Sesiunii a 38-a a Adunării Generale a O.N.U. (desfășurate la data de 25 noiembrie 1983), ca reprezentant al U.R.S.S. El a rostit un discurs de la tribuna Organizației Națiunilor Unite în problema politicii de apartheid promovată de Guvernul Republicii Africa de Sud împotriva populației de culoare.
Ministrul Petru Comendant s-a pronunțat pentru dreptul de a face declarații politice, de a prezenta note și memorandumuri în chestiunile internaționale actuale, mai ales în cazurile când evenimentele internaționale vizau nemijlocit interesele republicii unionale; de a întreprinde vizite oficiale peste hotare cu scopul de a semna contracte și acorduri în vederea colaborării economice directe, folosirii apelor râurilor de frontieră, protecției mediului înconjurător, schimburilor de mărfuri, în problemele relațiilor culturale etc.; de a participa și lansa, la forurile internaționale corespunzătoare (ONU, UNESCO, CAER ș.a.), anumite inițiative, de a deschide peste hotare anumite reprezentanțe consulare și comerciale proprii, sau de a acredita reprezentanți ai acestora în republici.
După ce a îndeplinit 8 ani funcția de mninistru al afacerilor externe al RSSM, la data de 21 aprilie 1989, prin Decretul Prezidiului Sovietului Suprem al URSS, lui Petru Comendant i s-a conferit rangul de Trimis Extraordinar și Plenipotențiar clasa I. În același an, viceministrul afacerilor externe al URSS, A. Bessmertnîh, a adresat o scrisoare Președintelui Sovietului de Miniștri al RSSM, Ivan Calin, în care menționa că: "Ministerul de Externe al URSS intenționează să-l numească pe P. Comendant în calitate de Ambasador în Republica Cote d'Ivoire. Rugăm să asigurați sosirea lui Petru Comendant la Moscova către 1 octombrie 1989 pentru studiile la cursurile de pregătire de pe lângă Academia Diplomatică a M.A.E. a URSS. Problema a fost coordonată cu primul secretar al Comitetului Central al P.C.M. tov. Semion Grossu".
Ca urmare a acestui stagiu de pregătire, Petru Comendant a îndeplinit în perioada 1990-1994 funcția de Ambasador Extraordinar și Plenipotențiar al URSS (apoi din 1991 al Federației Ruse) în Coasta de Fildeș. În prezent, el este pensionar.